# Cykloide
Inden for geometri betegner en cykloide den kurve som tegnes af et punkt på en cirkel, som ruller på en linje, se figur. Ud over cykloider findes mange andre typer af sådanne rullekurver, fx trokoider, hvor det tegnende punkt kan ligge uden for eller inden for den rullende cirkel, og rouletter, hvor den tegnende cirkel ruller på en anden cirkel, se figur.
Hvis cykloidens spidser peger opad, haves en brakistokron kurve, som angiver den hurtigste vej fra et punkt ned til et andet, fx når en stålkugle triller på et underlag, se figur.

## Ligninger
Den cykloide, som fremkommer når en cirkel med radius r ruller fra koordinatsystemets origo (begyndelsespunkt) og mod højre på x-aksen gennem koordinatsystemets 1. kvadrant, kan beskrives med denne parameterfremstilling
{\displaystyle {\begin{aligned}x&=r(t-\sin t)\\y&=r(1-\cos t),\end{aligned}}}
hvor det reelle tal t svarer til tiden, ved konstant vinkelhastighed, og ellers den vinkel cirklen er rullet. Cirklens centrum er givet ved (x, y) = (rt, r). Elimineres t fra de to ligninger, fås denne sammenhæng mellem x og y:
{\displaystyle x=r\cos ^{-1}\left(1-{\frac {y}{r}}\right)-{\sqrt {y(2r-y)}}.}

## Historie
Cykloiden er blevet omtalt som geometriens Helena, dels pga sin skønhed, dels fordi den i 1600-tallet var årsag til ophedede diskussioner blandt matematikere. Det var Galilei, der var ophavsmand til betegnelsen cykloide og han var den første som studerede kurven i detaljer.